# Chajim Farchi
Chajim Farchi (hebrejsky חיים פרחי, arabsky حيم فارحي), žil asi 1760 – 21. srpna 1819) byl rádce vládců Galileje v době Osmanské říše. Mezi Židy byl také znám jako Chacham Chajim pro své znalosti Talmudu.
Narodil se ve vážené židovské rodině v Damašku. Byl hlavním poradcem Achmeda al-Džazara („Řezníka“), který vládl v Akku po Daheru el-Omarovi. Al-Džazar byl znám jako sadistický vládce, který v záchvatu vzteku Farchimu vypíchnul oko a uřízl špičku nosu. Díky Farchiho organizačním schopnostem ale odrazil Napoleonův útok na Akko na jaře 1799.

Farchi sloužil i následujícímu (od roku 1804) vládci, Sulejmanu Pašovi, jako jeho finanční vezír. Po Sulejmanově smrti se vlády ujímá Abdulláh, který dává Farchiho zavraždit a jeho tělo hodit do moře. Navíc zkonfiskoval jeho majetek.